# Рябчий, Карп Григорьевич
Карп Григорьевич Рябчий (1902—1972) — генерал-майор интендантской службы.
Принимал участие в боях за освобождении Ленинграда. Указом Президиума ВС СССР от 22 декабря 1942 года награждён медалью «За оборону Ленинграда»

## Биография
Родился 13 октября 1902 года в Одессе.
Слушатель Военно-политической академии РККА.
Поступил на службу в мае 1920 года. Дата призыва 05.05.1920
Добровольно вступил в РККА
05.12.1942—24.02.1945 г. див. комиссар в 2 Уд. А.
06.12.1942—11.01.1943 г. генерал-майор интенд. службы в 2 Уд. А.
31.05.1944—11.06.1944 г. генерал-майор интенд. службы в 2 Уд. А.
Наименование воинской части: Упр. политической пропаганды ПрибВО, штаб КА.
Дата окончания службы: 18.04.1957.
Дата выбытия(скончался): 23.10.1972.
Похоронен на Введенском кладбище в Москве

### Звания и военная карьера
Слушатель Военно-политической академии РККА, 
старший инструктор отдела руководящих политорганов, 
старший инспектор Политуправления РККА,
Во время советско-финляндской войны с декабря 1939 заместитель начальника политуправления 13 армии, ст. инспектор отдела руководящих политорганов Политуправления РККА (с апреля 1940).
Генерал-майор интендантской службы  (20.12.1942).
Дивизионный комиссар Южный фронт (12.10.1941—02.01.1942), Северо-Западный фронт (22.06.1941—12.08.1941).

### Награды
- Орден Отечественной войны I степени 01.04.1943 Описание Подвига, информация по награждению
- Орден Отечественной войны I степени 10.04.1945 Описание Подвига, информация по награждению
- Орден Кутузова II степени 05.10.1944 Информация по награждению
- Орден Красного Знамени 15.01.1940
- Орден Красного Знамени 21.02.1944 Информация по награждению
- Орден Красного Знамени 03.11.1944 № 219/131
- Орден Красного Знамени 13.06.1952
- Орден Ленина 30.04.1947
- Медаль «За победу над Германией в Великой Отечественной войне 1941—1945 гг.» 09.05.1945(25.06.1945) Информация по награждению
- Медаль «За оборону Ленинграда» 22.12.1942
- Медаль «За взятие Кенигсберга»
- Медаль «За победу над Японией»
- Польская медаль «За Одер, Ниссу и Балтику» (1950),
- Польская медаль «Победы и Свободы» (1950),
- Польский орден «Крест Грюнвальда» III степени (1946),
- Юбилейная медаль: «ХХ лет РККА» (02.1938)